# Phanotea latebricola
Phanotea latebricola is een spinnensoort uit de familie van de Zoropsidae.
De wetenschappelijke naam van de soort werd in 1952 gepubliceerd door Reginald Frederick Lawrence.